# Adoretus chinchonae
Adoretus chinchonae är en skalbaggsart som beskrevs av Frey 1971. Adoretus chinchonae ingår i släktet Adoretus och familjen Rutelidae. Inga underarter finns listade i Catalogue of Life.